# Asanpur
Asanpur (nepalski: असनपुर) – gaun wikas samiti we wschodniej części Nepalu w strefie Sagarmatha w dystrykcie Siraha. Według nepalskiego spisu powszechnego z 2001 roku liczył on 1895 gospodarstw domowych i 10372 mieszkańców (4900 kobiet i 5472 mężczyzn).